# Estadi Tres de Marzo
L'Estadi Tres de Marzo és un estadi de futbol de la ciutat de Zapopan, Jalisco, a Mèxic.
Va ser inaugurat l'any 1971 i va ser seu de la Copa del Món de Futbol de 1986.
És la seu del club Tecos de la UAG.